# Waat (Jonglei)
Waat (auch: Wa’th) ist eine Stadt im Distrikt Nyirol County im Bundesstaat Jonglei im Norden des Südsudan.

## Geographie
Der Ort liegt an der Mündung einer Handelsstraße von Norden, von Malakal, in eine Verbindungsstraße von Ost nach West (Ayot-Waat–Akobo). Zahlreiche kleinere Siedlungen im Umkreis gehören zum Einzugsgebiet der Stadt: Panyiem, Luony, Wunbil. Nach Süden erstrecken sich ausgedehnte Sümpfe. Im Norden erhebt sich der Hügel Dengkur mit nur 409 m Höhe aus der Ebene.

## Klima
Hohe Temperaturen und eine Regenzeit von April bis Oktober prägen das tropisch-feuchte Klima. In der Trockenzeit steigen die Temperaturen auf durchschnittlich 36 Grad Celsius am Tag und weit über 20 Grad Celsius in der Nacht. In der Regenzeit liegen die Temperaturen bei 30–33 Grad Celsius tagsüber und 21–23 Grad Celsius nachts. Die Luftfeuchtigkeit liegt dann bei 70–80 %.